# Malá Libava
Malá Libava je vodní tok ve Slavkovském lese v okrese Sokolov. Je dlouhá 13,2 km, plocha jejího povodí měří 18,4 km². Správcem toku je státní podnik Povodí Ohře.
Potok pramení v katastrálním území zaniklé vesnice Horní Žitná asi jeden kilometr severozápadně od osady Lazy v nadmořské výšce kolem 800 m. 

## Průběh toku
Z malého bezpřítokového rybníčku teče potok k severozápadu mělkým údolím podél silnice II/212. Asi kilometr jižně od rozcestí u Studánky se stáčí od silnice k západu a zpět k severu. Za osadou Dvorečky teče podél západní hranice obory Studánka, u které také kříží dálnici D6 a vtéká do Sokolovské pánve. Širokým obloukem obtéká věznici v Kynšperku nad Ohří a dalším obloukem ostroh se zbytky středověkého městečka a hradu Kager, pod kterým se v nadmořské výšce 435 m vlévá zleva do Libavy. Má mnoho drobných přítoků.

## Vodní režim
Průměrný průtok v ústí je 0,19 m³/s.

### Okolí potoka
Na Malé Libavě bylo v minulosti vybudováno několik mlýnů. Tři z nich byly shodného jména Peintmühle. K rozlišení se proto uváděl katastr dnes již zaniklých obcí, tedy Peintmühle u Ostrova,  Peintmühle u Smrkovce a  Peintmühle u Studánky. Osud po skončení po 2. světové války však měly mlýny podobný. Nejprve došlo k opuštění mlýnů po odsunu německého obyvatelstva a jejich zkázu dokončilo začlenění území do vojenského výcvikového tábora v prostoru Slavkovského lesa.
Obdobně jako ostatní objekty ve vojenském prostoru sloužily budovy mlýnů jako cíl pro dělostřelectvo a zbytky srovnaly se zemí vojenské buldozery. Dalším mlýnem na Malé Libavě byl Libavský mlýn. Od potoka k němu vedl náhon dlouhý několik stovek metrů. U objektu mlýnice byl vyrovnávací rybník. Historické prameny o založení mlýna mlčí, mlýn však byl zanesen již v mapách I. vojenského mapování z let 1764 až 1768. Je možné, že doba založení mlýna souvisí s osídlením prvními kolonizátory. Po dobu své existence fungoval i jako pila. Prostor mlýna měl čtyři budovy, které tvořily uzavřený dvůr.
Významným mlýnem byl tzv. Čertův mlýn. Nacházel se na okraji osady Kolová, nedaleko dnešní věznice Kynšperk. Patřil mezi novější mlýny, podrobná topografie z roku 1847 mlýn neuvádí. Jeho vznik lze odhadnout na druhou polovinu 19. století. Původní objekt tvořila zděná budova a stodola. V osmdesátých letech 19. století byla budova mlýnice přestavěna svým majitelem na výletní restauraci. Čertův mlýn proslavil spisovatel a novinář Egon Erwin Kisch, který si výletní místo oblíbil. Pobýval zde například od května do srpna 1929 a zde i napsal reportáž Brloh loupežníků na Chlumu. Svoji funkci přestal mlýn plnit v roce 1945 a počátkem šedesátých let 20. století byl zcela zničen.
Nedaleko místa původního mlýna se nachází hostinec a pension U Čertova Mlýna.

## Fotogalerie

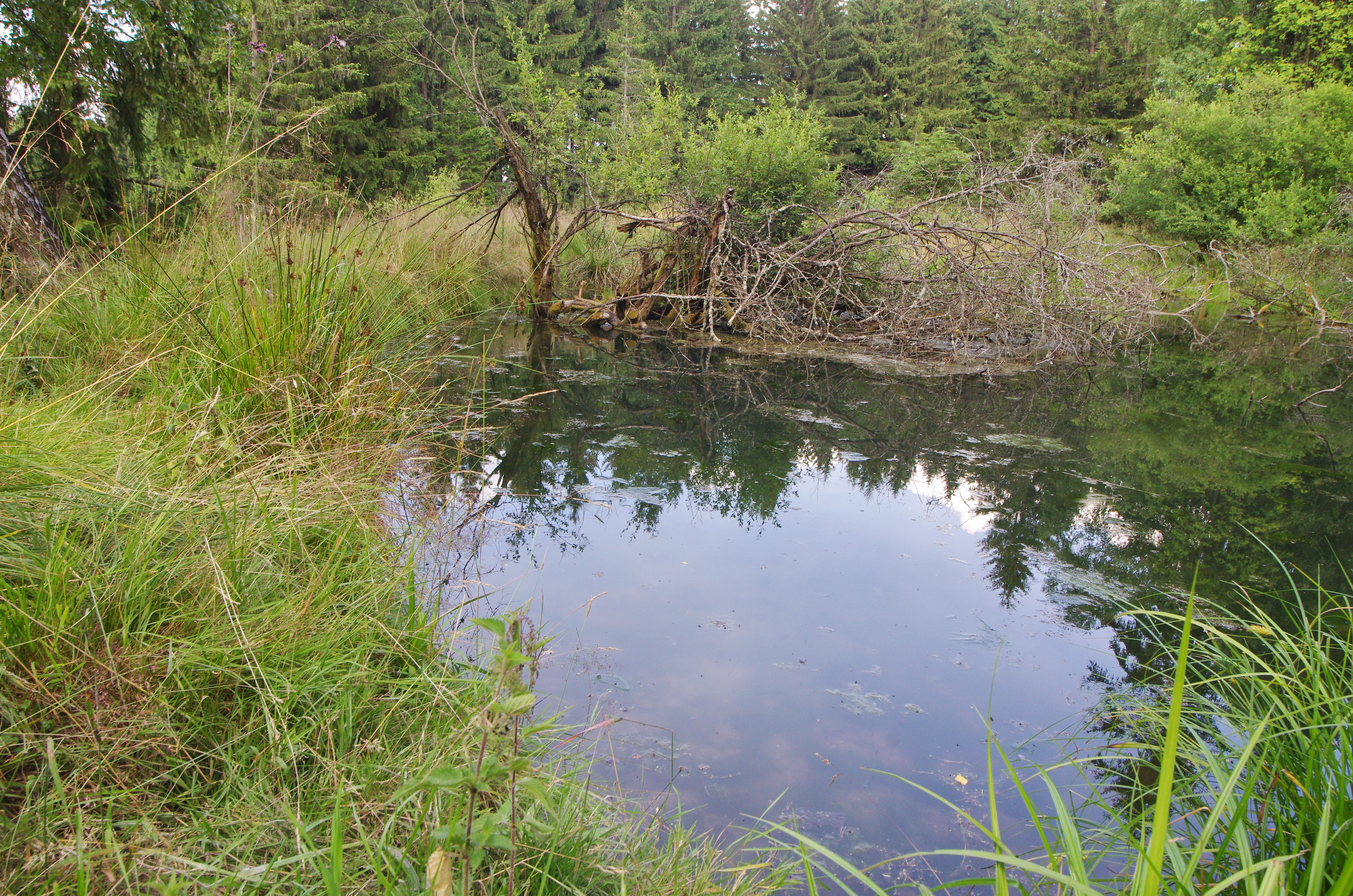
Pramenný rybníček
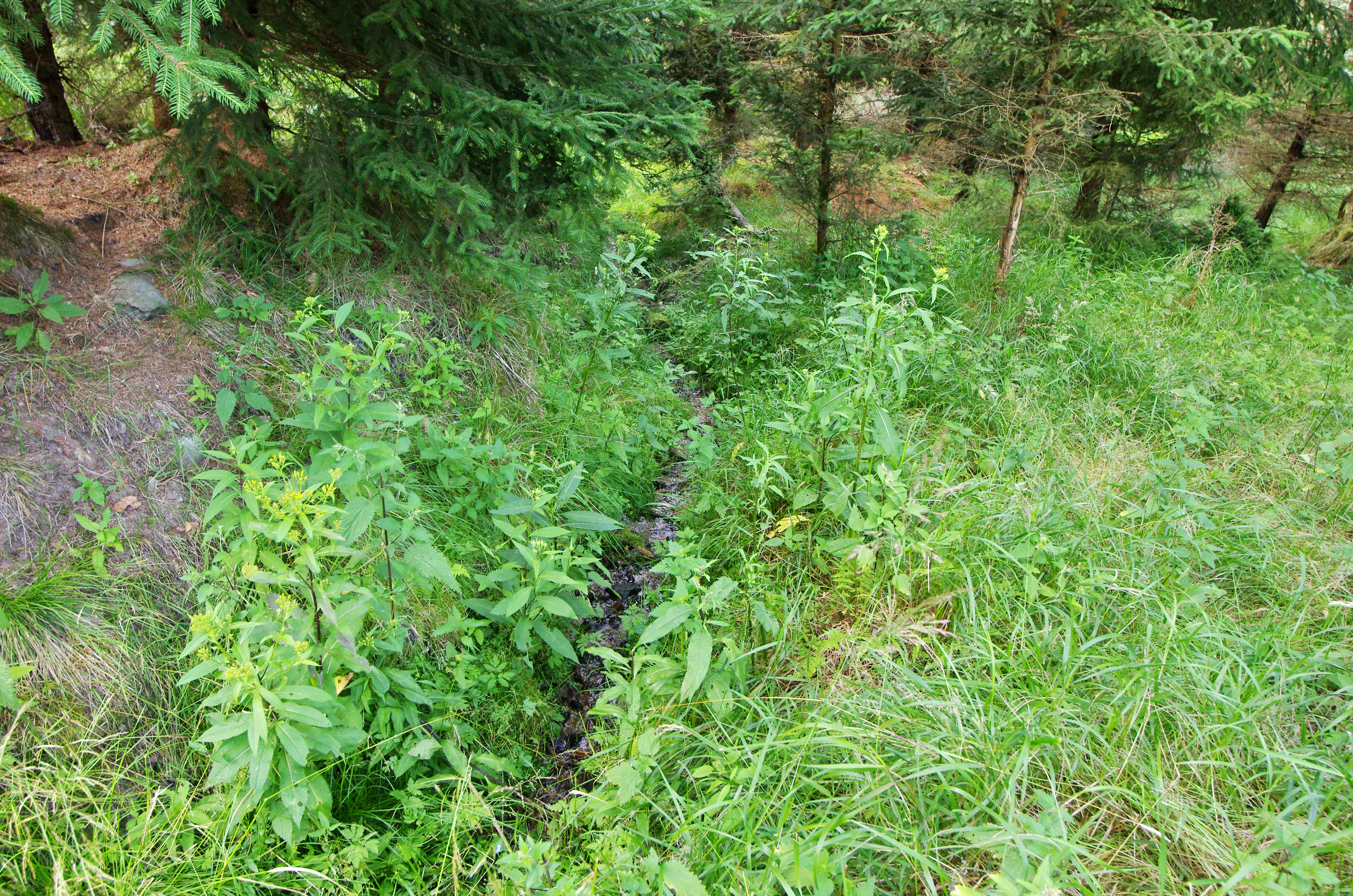
Pramen potoka
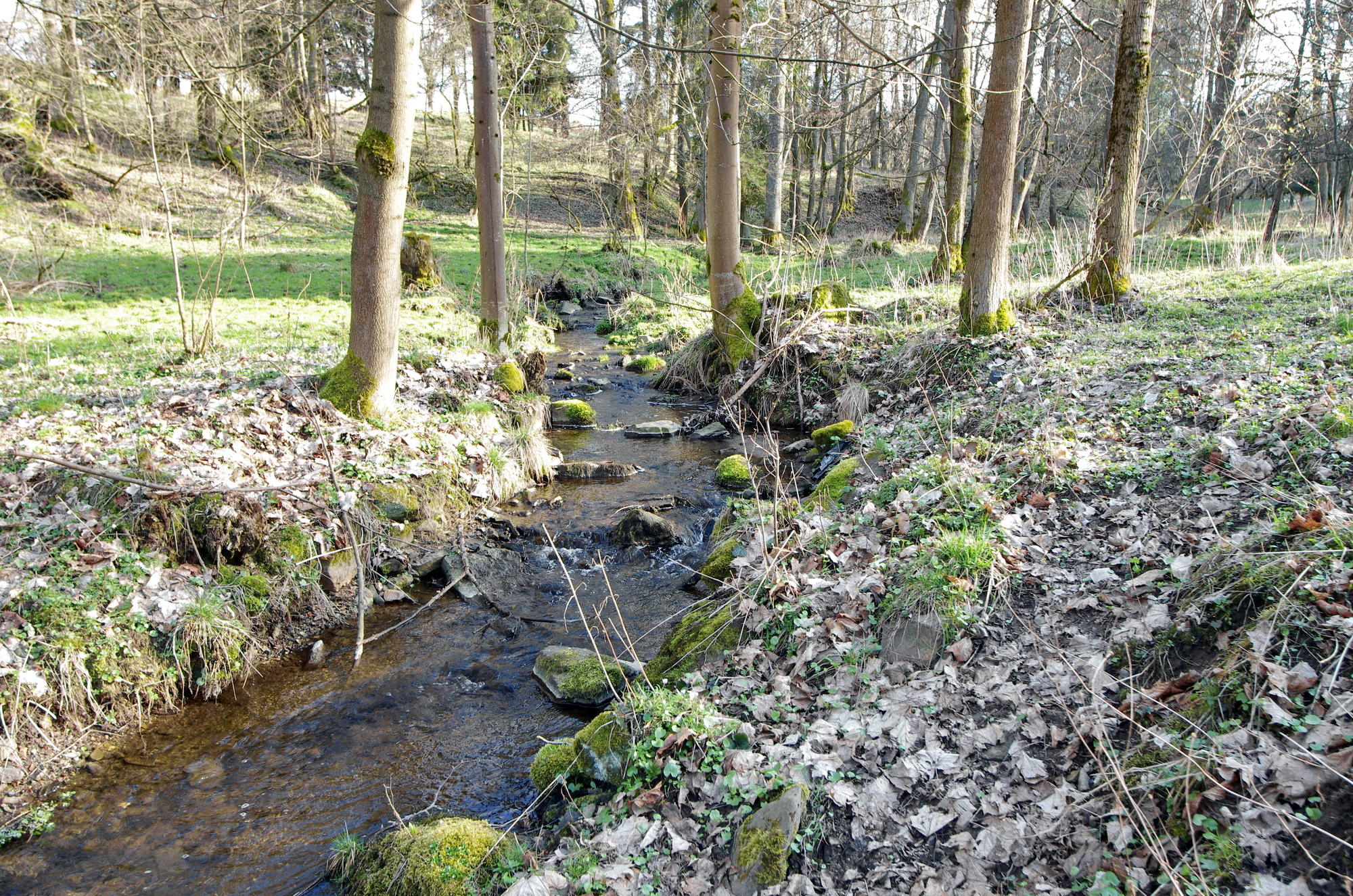
Pod Dolní Žitnou
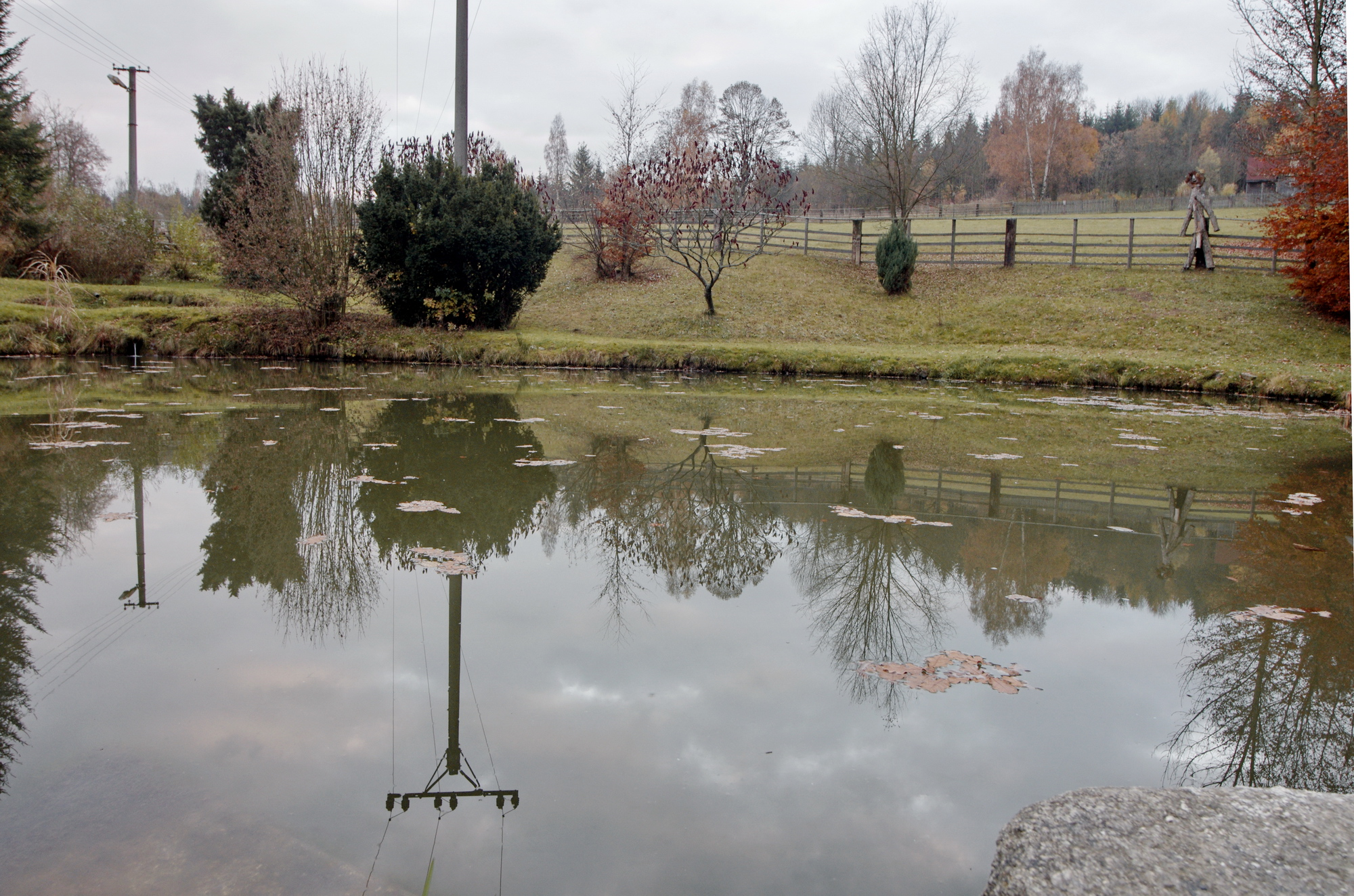
Rybníček nad Čertovo mlýnem
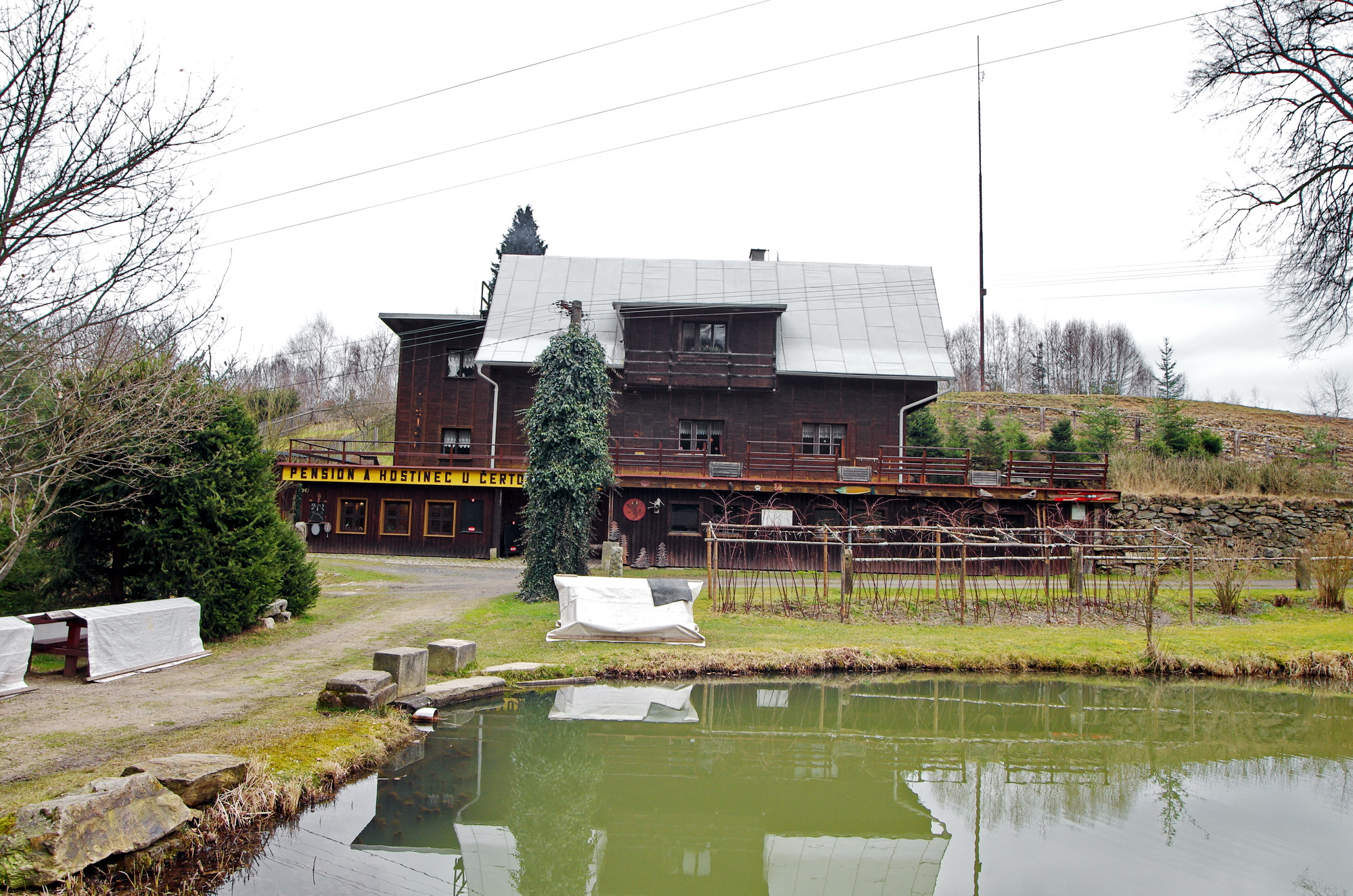
Pension U Čertova Mlýna
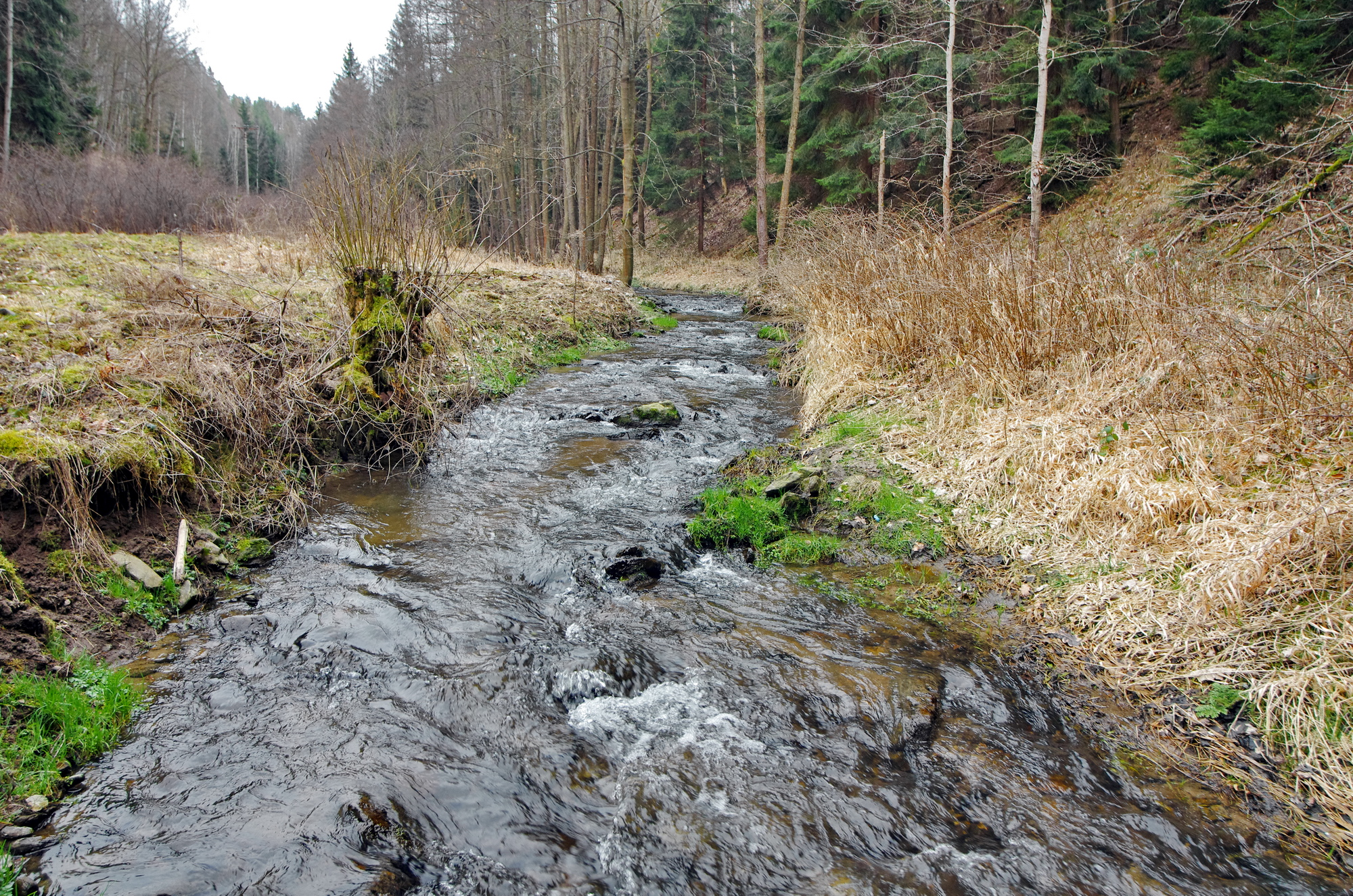
Pod hradištěm Kager
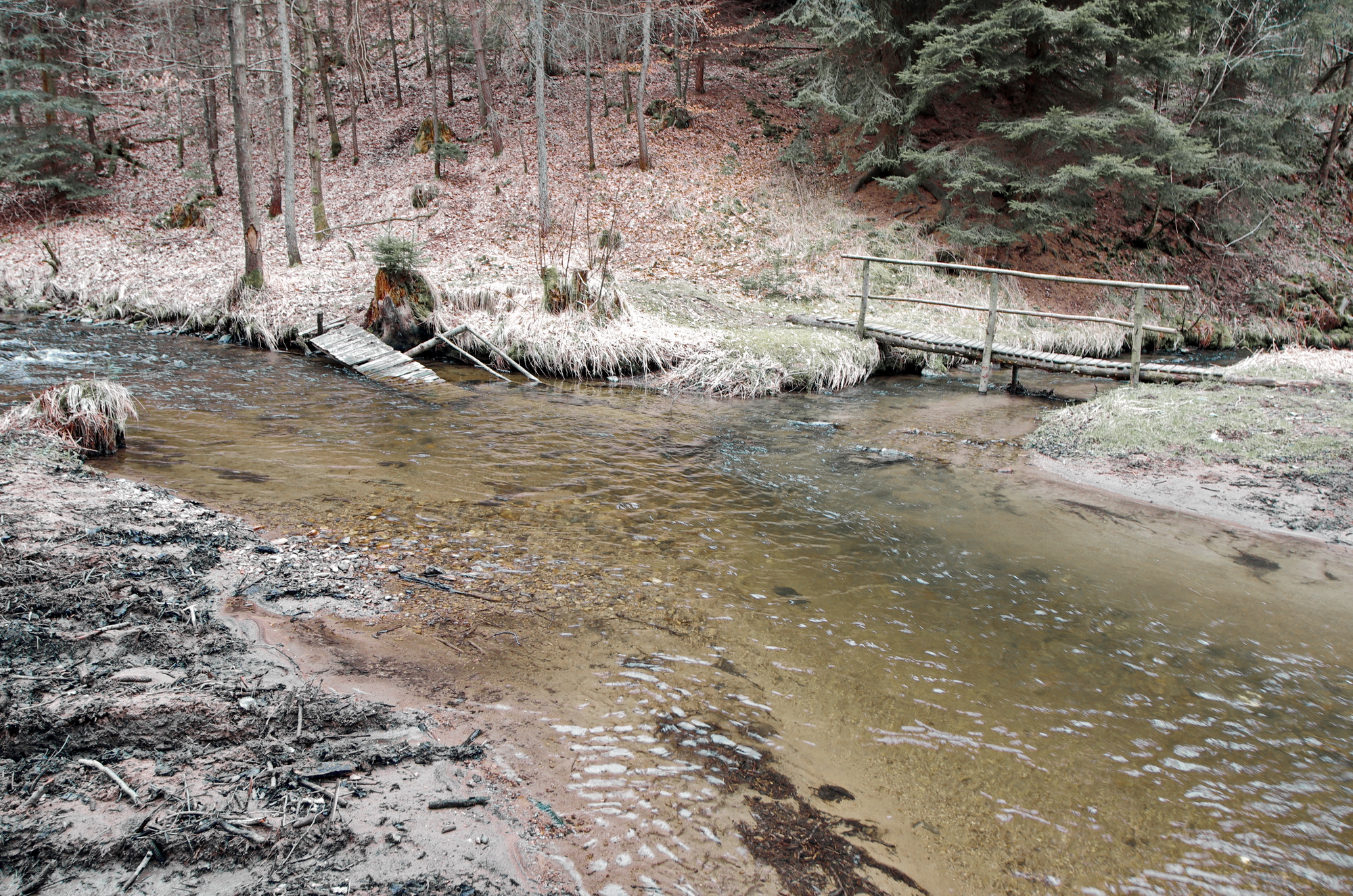
Soutok s Velkou Libavou